# 操师乞
操師乞（？—616年），一名操天成，饒州鄱阳人（今江西省上饒市），隋末唐初地方割据势力的多个领导人之一。隋炀帝大业十二年（616年）起兵，十二月癸未，自号元興王，建元始興（一作天成），攻陷豫章郡，以林士弘为大将軍。隋将劉子翊討伐，操師乞被射殺，其后，队伍由林士弘领导。评书《兴唐传》中角色左天成之原型。